# Ulrich Poltera

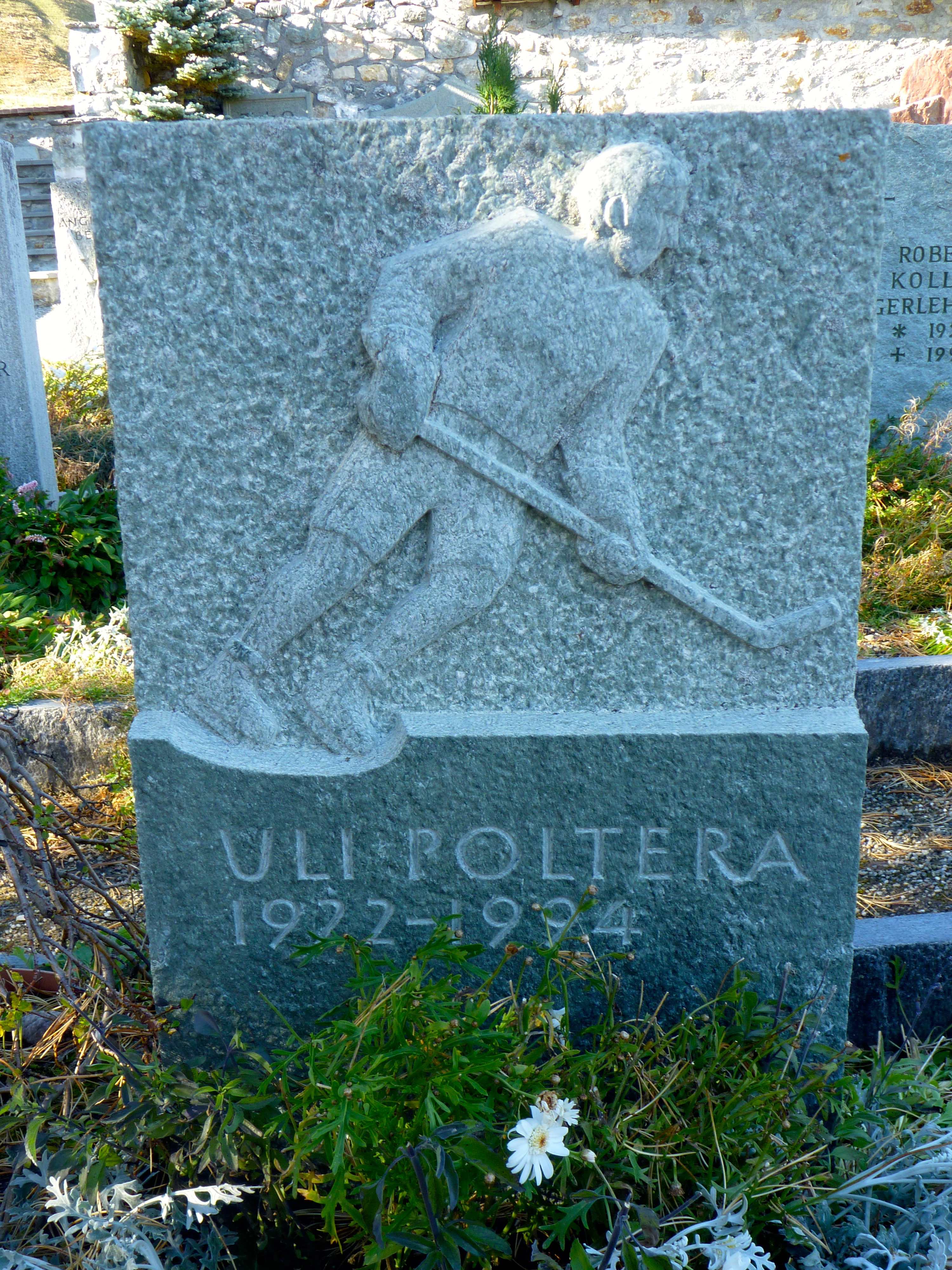
Ueli Polteras Grabstätte auf dem Friedhof des Bergkirchli Arosa

Ulrich «Ueli» Poltera (* 17. Juli 1922 in Arosa; † 22. März 1994 in Chur) war ein Schweizer Eishockeyspieler. Sein Bruder Gebhard Poltera und sein Vetter Hans-Martin Trepp waren ebenfalls Schweizer Nationalspieler.    

## Karriere
Ulrich Poltera nahm für die Schweizer Nationalmannschaft an den Olympischen Winterspielen 1948 in St. Moritz und 1952 in Oslo teil. Bei den Winterspielen 1948 gewann er mit seiner Mannschaft die Bronzemedaille. Zudem stand er im Aufgebot seines Landes bei den Weltmeisterschaften 1950 und 1951, bei denen er ebenfalls jeweils die Bronzemedaille gewann. Als bestes europäisches Team wurde die Schweiz 1950 Europameister. Auf Vereinsebene spielte er für den EHC Arosa. 

## Erfolge und Auszeichnungen
- 1948 Bronzemedaille bei den Olympischen Winterspielen
- 1950 Bronzemedaille bei der Weltmeisterschaft
- 1951 Bronzemedaille bei der Weltmeisterschaft

Beim Olympiaturnier 1948 wurde Ueli Poltera mit 19 Skorerpunkten (14 Tore und 5 Assists) aus sechs Spielen bester Schweizer Skorer, obschon er bei den beiden Matches gegen Österreich und Polen nicht zum Einsatz kam.
Am 13. März 1950 schoss Poltera anlässlich der Eishockey-Weltmeisterschaft 1950 beim 24:3-Sieg gegen Belgien acht Tore, was bis heute Schweizer Rekord im Rahmen eines Weltmeisterschaftsspiels darstellt.
Bei der Eröffnungsfeier der Olympischen Winterspiele 1952 in Oslo war Ueli Poltera Fahnenträger der Schweizer Delegation.
Im Mai 2020 wurde Ueli Poltera von der Internationalen Eishockey-Föderation im Zusammenhang mit der Wahl der Schweizer Allzeit-Teams als „Honourable mention“ erwähnt.